# Nobuhiro Ueno
Nobuhiro Ueno (上野 展裕 Ueno Nobuhiro?,  nacido el 26 de agosto de 1965 en Shiga) es un exfutbolista japonés que se desempeñaba como defensa.
Ueno fue elegido para integrar la selección nacional de Japón para los Copa Asiática 1988.

## Trayectoria

### Clubes
| Club                | País  | Año         |
| ------------------- | ----- | ----------- |
| All Nippon Airways  | Japón | 1988 - 1991 |
| Sanfrecce Hiroshima | Japón | 1991 - 1994 |